# Константинович, Наталья
Наталья Константинович (10 октября 1882 — 21 августа 1950) — принцесса Черногорская, жена принца Мирко Дмитрия.

## Жизнь
В 1902 году она вышла замуж за черногорского принца Мирко Дмитрия, младшего сына короля Николы I и королевы Милены. Наталья была дальней родственницы сербского короля Александра I Обреновича (1876 — 1903). Никола Негош был заинтересован в этом браке, так как через этот союз рассчитывал посадить своего сына на сербский престол. Поначалу брак был счастливым. Мирко был влюблен в свою жену, «блондинку с большими, темными глазами, похожую на богиню», которую в семье называли Лили. Но счастье длилось недолго. Вскоре ветреный принц вернулся к своим многочисленным любовницам, что не могло не сказаться на семейных отношениях. В семье родилось пятеро детей, но лишь один сын принц Михайло (1908 — 1986) прожил долгую жизнь. Все остальные четыре сына: Станислав и Стефан умерли от туберкулёза в 1908 году, Павел и Эммануэль умерли в более взрослом возрасте, но потомства после себя не оставили.
Наталья была очень близка со своей золовкой Еленой и очень часто навещала её в Италии. Елена была итальянской королевой, супругой короля Виктора-Эммануила III. Мирко, желавший рассорить женщин, распустил слух о том, что его бывшая жена ездит в Италию к своему любовнику, супругу Елены королю Виктору-Эммануилу. Когда об этом узнал отец Мирко король Никола, то посадил принца под домашний арест, да бы не портить отношений с Италией. После этого Наталья переехала в Париж к родителям. В 1917 году их союз окончательно был разорван разводом. Мирко умер на следующий год в Вене. Наталья же скончалась в 1950 году. Сначала она жила в Великобритании, потом во Франции. В 1920 году вступила во второй брак с графом  Гастоном Errembault де Dudzeele (1877 — 1961). У них родилось две дочери: Елена (1921 — 2006) и Анна-Мария (1922 — 1984).